# Ghergheasa, Buzău
Ghergheasa este satul de reședință al comunei cu același nume din județul Buzău, Muntenia, România. Satul în forma sa actuală există din 1968, fiind rezultat în urma contopirii satelor Ghergheasa Nouă și Ghergheasa Veche.